# 天津新华信托储蓄银行大楼
天津新华信托储蓄银行大楼建于1934年，是新华信托储蓄银行在中国天津建造的分行大楼，选址在天津法租界的主要街道大法国路（今解放北路10号），作为天津租界时代留存下来的重要建筑之一，该建筑目前是天津市文物保护单位和重点保护等级历史风貌建筑。

## 历史

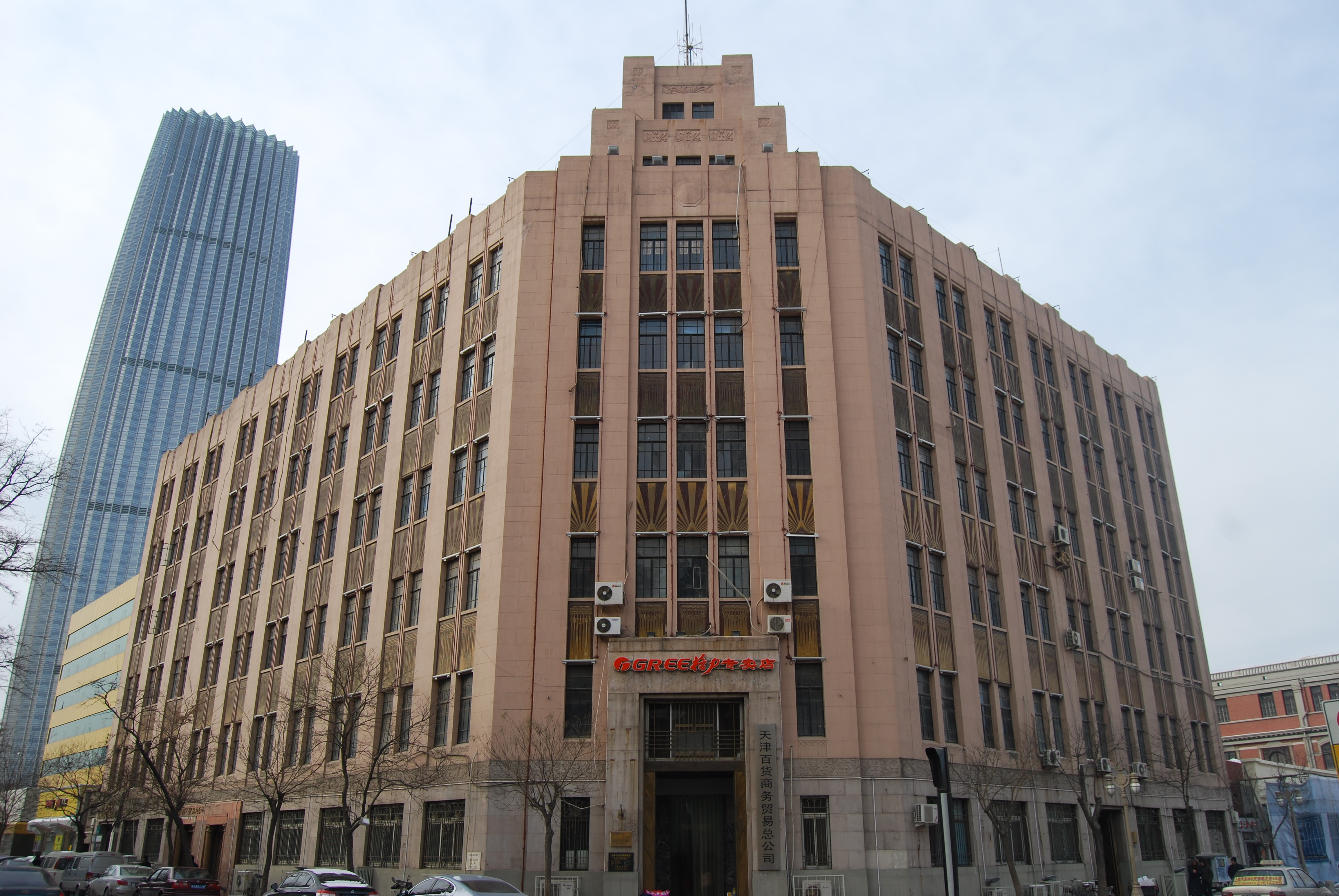
天津新华信托储蓄银行大楼

天津新华信托储蓄银行大楼原为新华信托储蓄银行在天津法租界建造的分行大楼，该分行开设于1919年，该建筑现为天津百货公司办公楼。
2025年，天津新华信托储蓄银行大楼改造为福朋喜來登酒店。

## 建筑
天津新华信托储蓄银行大楼由华信工程公司的建筑师沈理源设计而成，该建筑正门处于解放北路和滨江道转角处，一层营业大厅贯通两层。建筑主体为六层，局部八层，为钢筋混凝土框架结构，外檐用石材作饰面，建筑庄重雄伟，强调竖向构图，门窗修饰有装饰艺术风格，是一座典型的现代主义建筑。

## 内部链接
- 天津邮政储金汇业分局大楼